# Stef Goris
Emiel Stefaan Stef Germaan Marie Goris (Leuven, 4 januari 1960) is een voormalig Belgisch politicus, eerst actief bij de PVV, VLD en Open VLD en van 2007 tot 2011 bij LDD.

## Studies
Goris studeerde Grieks-Latijnse aan het College van Sint-Truiden.  Hij studeerde nadien rechten aan de Katholieke Universiteit Leuven, alwaar hij in 1985 afstudeerde als licentiaat. Hij was tijdens zijn studies lid van de Hoogstudentenclub Hesbania in het Seniorenkonvent. Na zijn studies was Goris van 1986 tot 1995 zaakvoerder van een bedrijf actief in de productie van veevoeder en van 1994 tot 2000 was hij advocaat verbonden aan de balie van Leuven.

## Politieke carriere
Na zijn studies werd hij politiek actief bij de VLD.  In 1988 werd hij verkozen als gemeenteraadslid van Linter. Hij werd er direct burgemeester en was hierdoor een tijdlang de jongste burgervader van België.  In 2000 kwam zijn burgemeesterschap ten einde en in 2004 verhuisde hij naar het naburige Tienen, waardoor hij ontslag nam als gemeenteraadslid van Linter. In Tienen werd hij in 2006 verkozen als gemeenteraadslid, waar hij zetelde tot 2012.
In juni 1995 werd hij door het Nederlandse kiescollege rechtstreeks verkozen tot senator in de Senaat en bleef zetelen tot in juni 1999. In de Senaat was hij ondervoorzitter van de commissie Justitie. Na de verkiezingen van juni 1999 verhuisde Goris naar de Kamer van volksvertegenwoordigers waar hij zetelde tot in juni 2007. In die periode was hij de defensiespecialist van de VLD. In de Kamer was hij ondervoorzitter van de commissies Landsverdediging en Buitenlandse Zaken. Van 1999 tot 2007 was hij ook lid van de Parlementaire Vergadering van de Raad van Europa (PACE) en de Assemblee van de West-Europese Unie. Hij was voorzitter van de Assemblee in 2005 en 2006. Daarnaast zetelde hij van 2005 tot 2006 in de Parlementaire Assemblee van de Organisatie voor Veiligheid en Samenwerking in Europa (OVSE) en in de Parlementaire Assemblee van de NAVO. Na zijn parlementaire loopbaan werd Goris zelfstandig international legal consultant, actief in openbaar bestuur, vergelijkend constitutioneel recht, onroerend goed en privaat zakenadvies. 
In juni 2007 kreeg hij geen verkiesbare plaats meer op de Senaatslijst van Open Vld. Enkele maanden later stapte over naar de partij LDD en was van 2009 tot 2010 nationaal ondervoorzitter van de partij.  In 2010 trok hij de LDD-lijst in de kieskring Leuven, maar de partij haalde er de kiesdrempel niet. In 2011 raakte bekend dat Goris zijn lidkaart van LDD niet had verlengd, en dat hij samen met drie andere LDD leden als onafhankelijke ging zetelen in de gemeenteraad.
In 2023 werd Goris opnieuw politiek actief in Linter, waar zich inmiddels weer had gevestigd. Hij richtte er de lokale politieke beweging Pro Linter op en kwam als lijstduwer van deze lijst op bij de gemeenteraadsverkiezingen van oktober 2024. Hij werd verkozen en zetelt sinds december 2024 opnieuw in de gemeenteraad van Linter.